# Conioscinella nigritarsalis
Conioscinella nigritarsalis är en tvåvingeart som beskrevs av Nartshuk 1992. Conioscinella nigritarsalis ingår i släktet Conioscinella och familjen fritflugor.
Artens utbredningsområde är Vietnam. Inga underarter finns listade i Catalogue of Life.